# Нехворощі (заказник)
Нехворо́щі — лісовий заказник місцевого значення в Україні. Розташований у межах Володимирського району Волинської області, між селами Марія-Воля, Хмелів і Нехвороща. 
Площа 551,6 га. Статус надано згідно з рішенням Волинської облдержадміністрації від 26.05.1992 року № 132. Перебуває у віданні ДП «Володимир-Волинське ЛМГ» (Микуличівське лісництво, кв. 35, вид. 1-18, кв. 36, вид. 1-22, кв. 37, вид. 8-37, кв. 38, вид. 1-6, 8-44, кв. 39, вид. 1-9). 
Створений з метою збереження лісового масиву з цінних дубово-липових насаджень II бонітету, віком до 140 років. У підліску ліщина. Серед трав'яного покриву — папороть, лікарські та різноманітні квіткові рослини. Місце гніздування птахів, яких у різні сезони тут нараховується понад 80 видів. Найчисленніші — горобцеподібні. Є колонія сірих чапель, одна з найбільших у Волинській області (див. «Урочище Бискупичі»). 
Територія заказника входять у зелену зону міста Володимир.

## Галерея

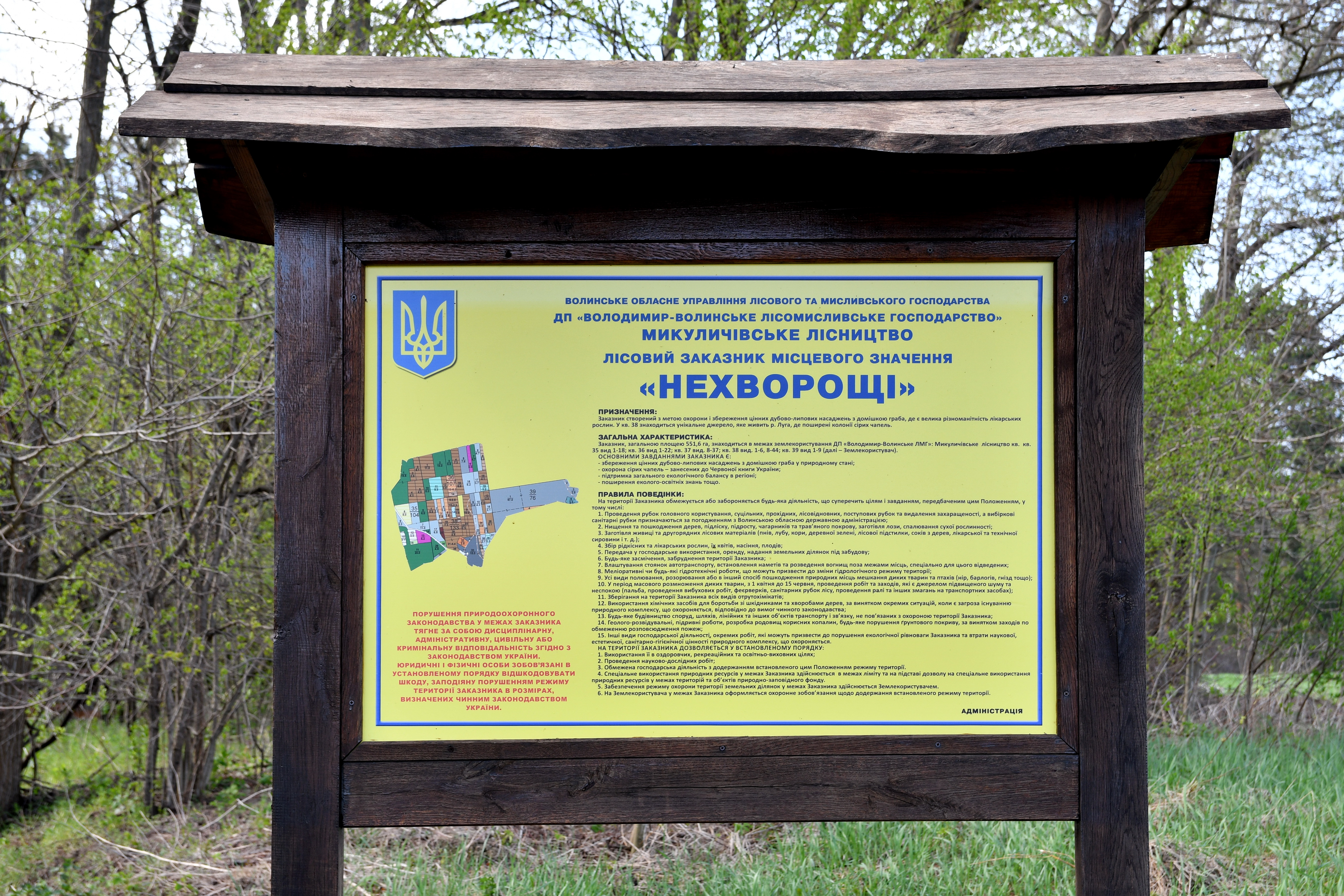
Інформаційна дошка
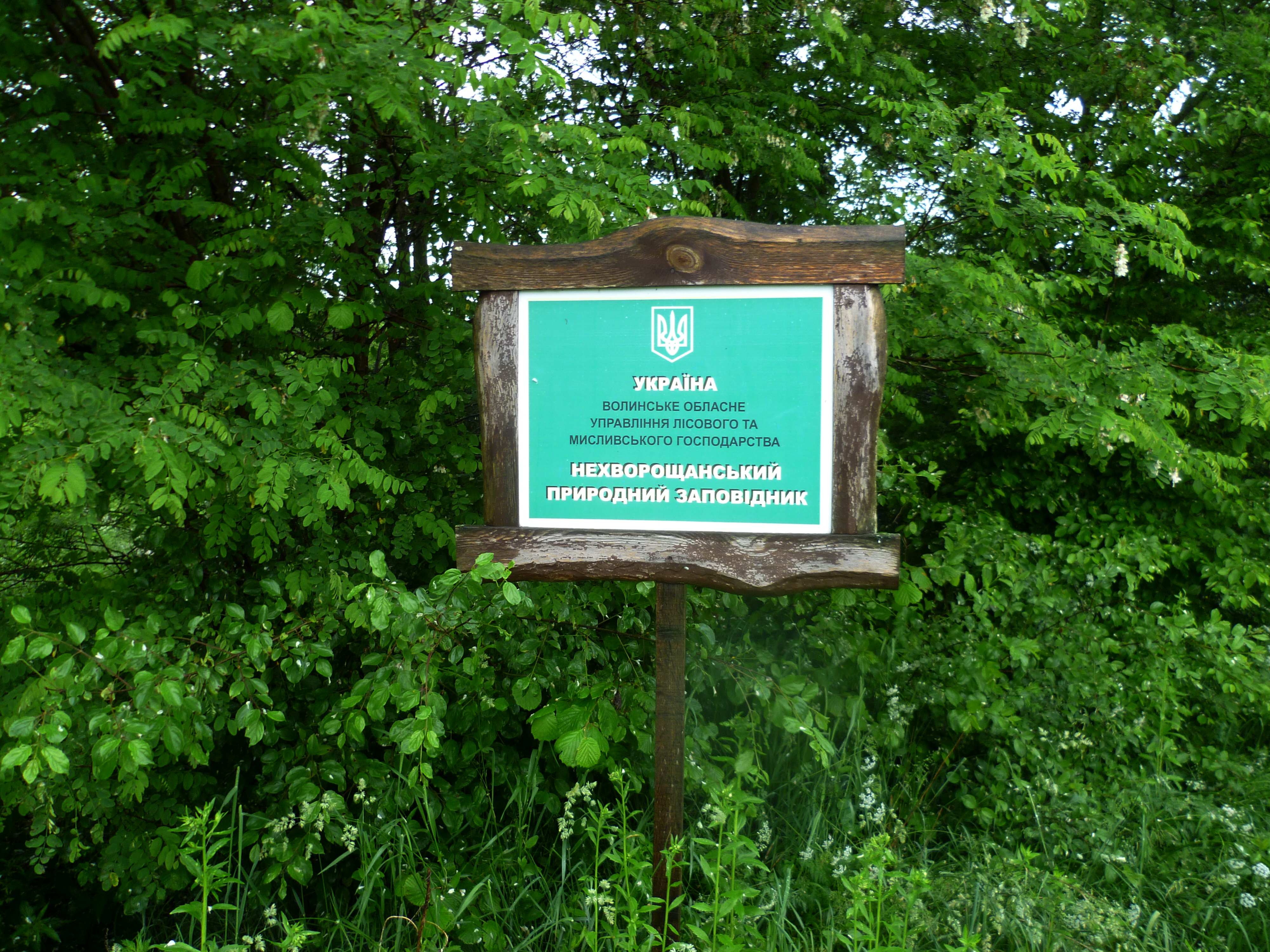
Стара інформаційна табличка
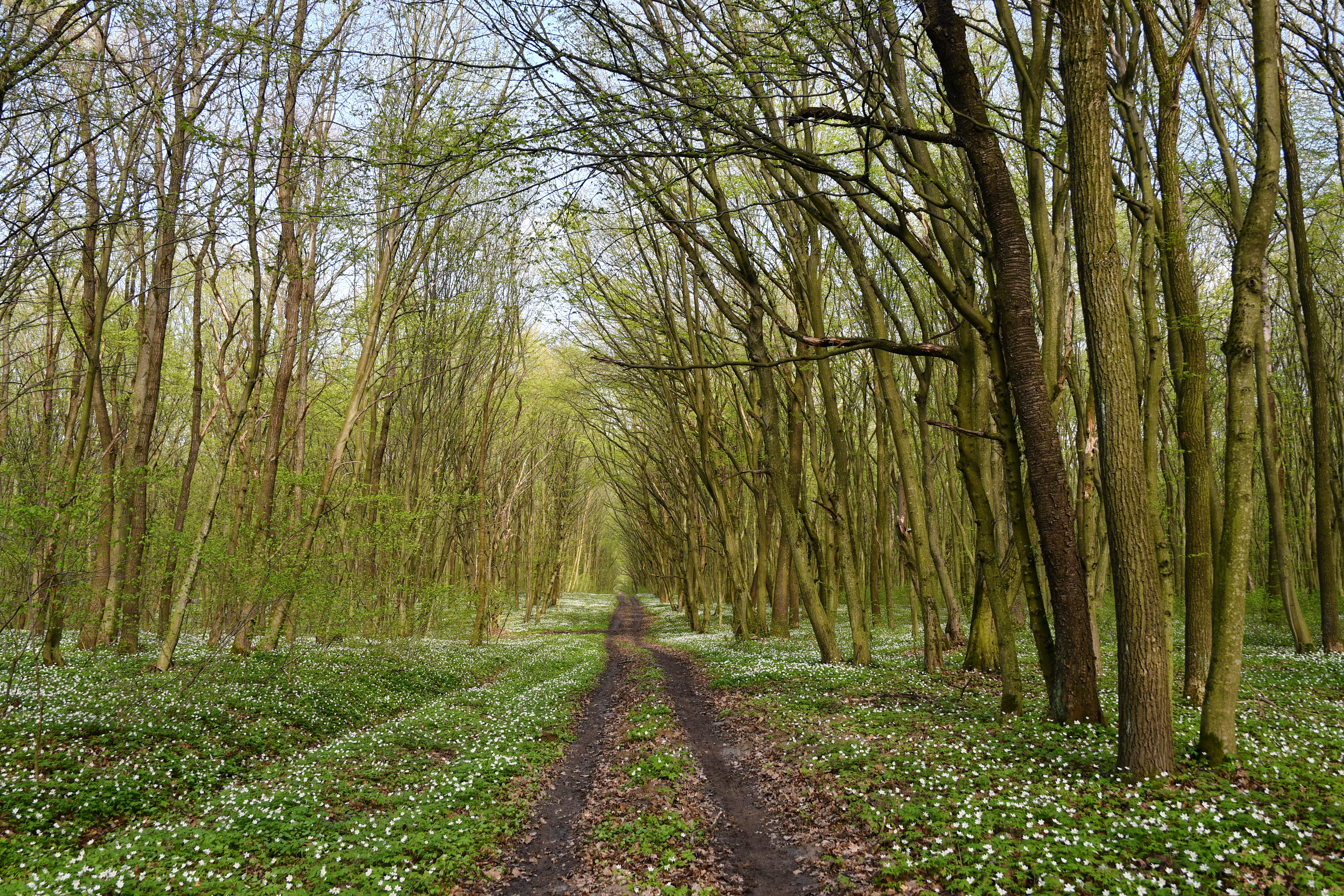
Вигляд центральної частини
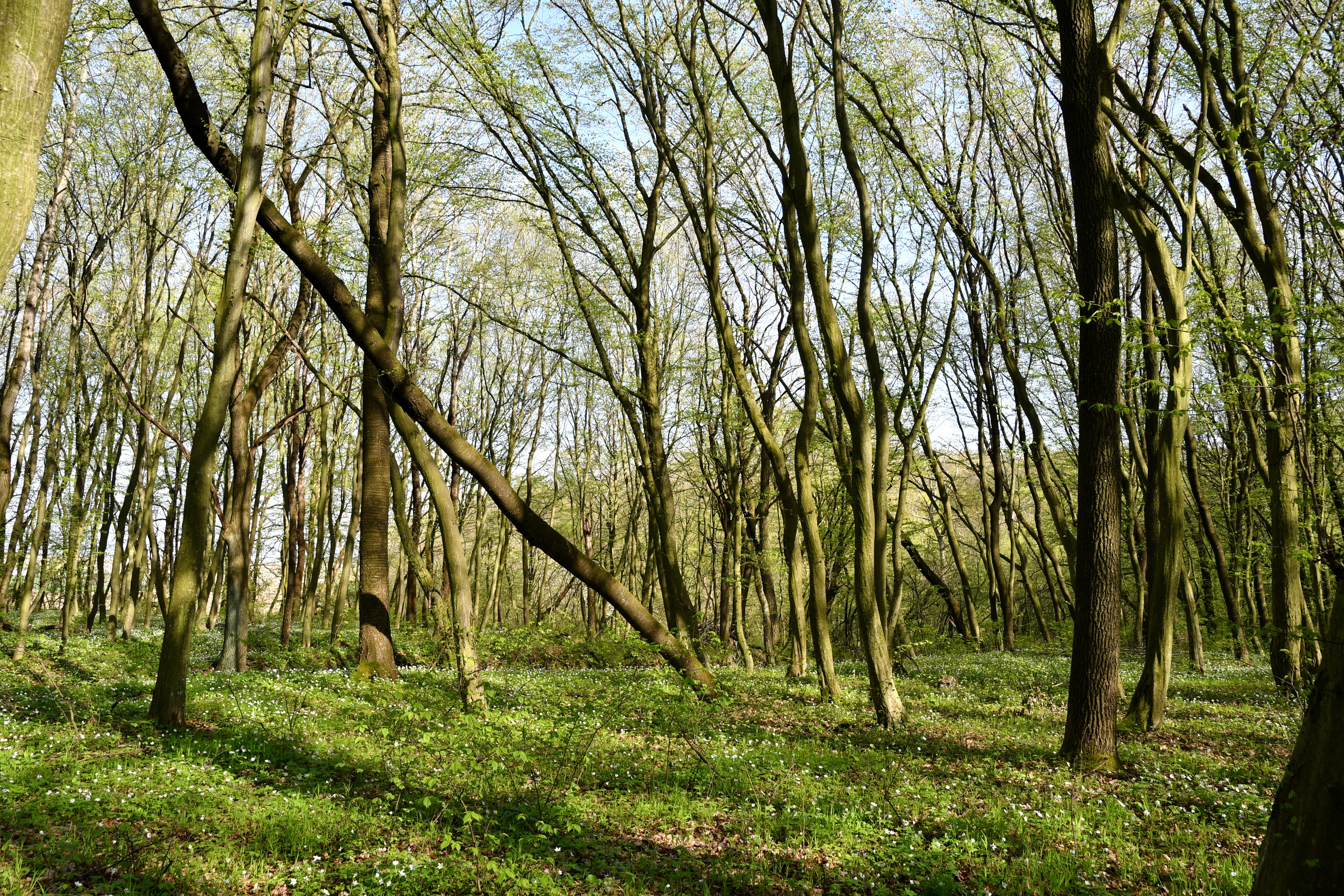
Вигляд північної частини
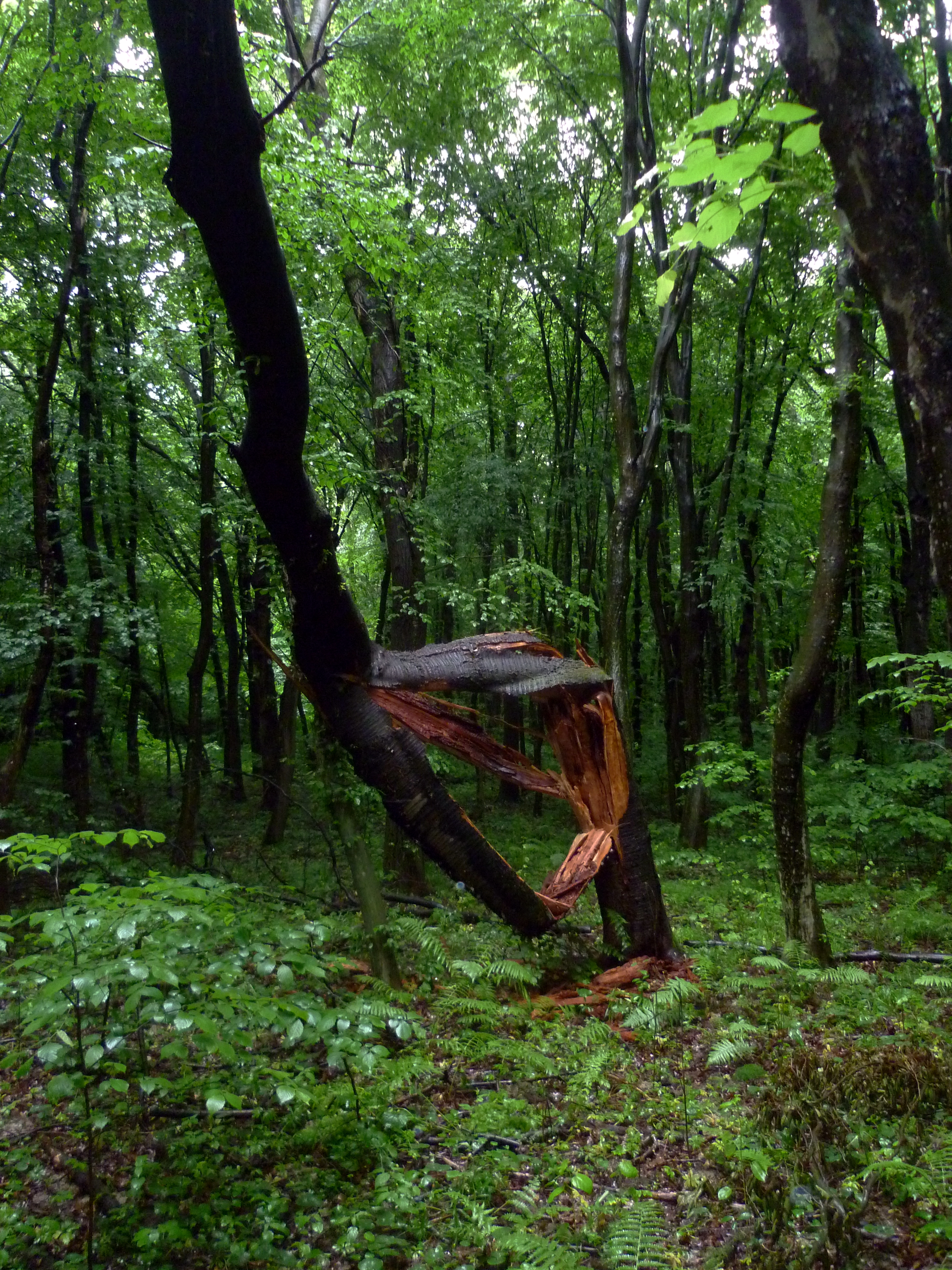
Зламане дерево черешні
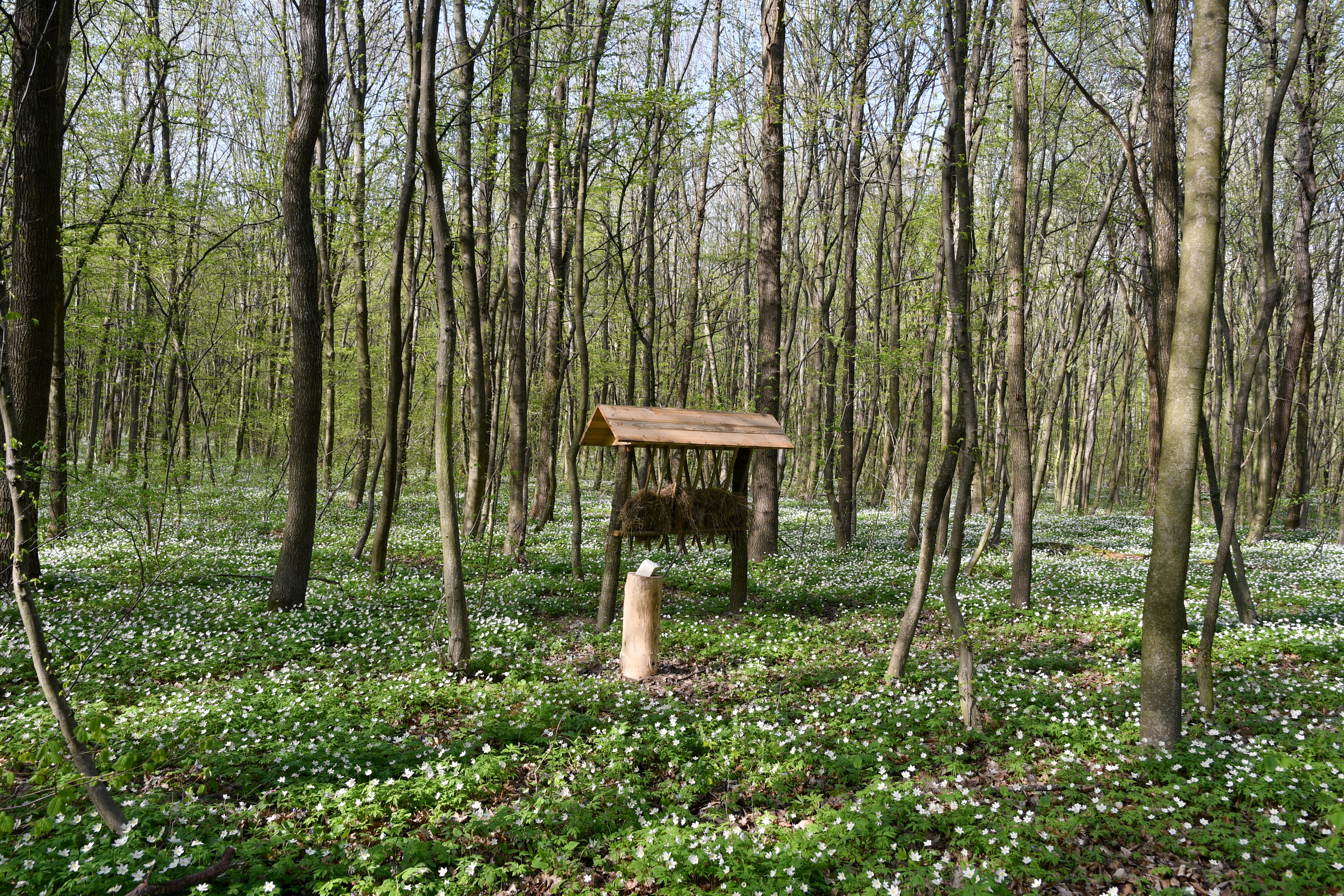
Годівниця для тварин